# Flaga Połtawy
Flaga Połtawy jest to prostokątny płat tkaniny, stanowiący dwa równe poziome pasma: o barwie białej w górze i zielonej w dole. Biel symbolizuje godność, duchowość, szczerość, czystość, sprawiedliwość, zaś zieleń oznacza wiarę, nadzieję, pewność, walkę o wolność, szczęście i rolnictwo.
Po lewej przedstawiony jest jeden ze symboli miasta – napięty złoty łuk ze strzałą skierowaną grotem w dół (widziany również w herbie).